# Тиранчик рудолобий
Тира́нчик рудолобий (Phylloscartes roquettei) — вид горобцеподібних птахів родини тиранових (Tyrannidae). Ендемік Бразилії. Вид названий на честь бразильського письменника і антрополога Едгара Рокетта-Пінто.

## Опис
Довжина птаха становить 11,5 см. Забарвлення переважно оливково-зелене. Лоб жовтувато-охристий або рудуватий. На крилах жовутваті смужки. Нижня частина тіла жовтувата, горло жовте.

## Поширення і екологія
Рудолобі тиранчики поширені на південному сході Бразилії, на півночі штату Мінас-Жерайс на півдні штату Баїя. Вони живуть в сухих і вологих тропічних і галерейних лісах та серед чагарникових заростей, а також на плантаціях. Зустрічаються парами, на висоті від 400 до 900 м над землею.

## Збереження
МСОП класифікує цей вид як такий, що перебуває під загрозою зникнення. За оцінками дослідників, популяція рудолобих тиранчиків становить від 1500 до 7000 птахів. Їм загрожує знищення природного середовища.